# Ernst von Marschall
Ernst von Marschall (* 1958) ist ein deutscher Dirigent.

## Leben und Wirken
Ernst von Marschall wuchs in Unteribental im Schwarzwald auf. Nachdem er zunächst ein Studium der Rechtswissenschaft in Freiburg begonnen hatte, studierte er sodann Violine an der Hochschule für Musik Freiburg bei Nicolas Chumachenco, Kammermusik beim Melos Quartett in Stuttgart und Dirigieren an der Hochschule für Musik Würzburg bei Günther Wich.
Als Dirigent leitet er seit 1989 das Düsseldorfer Jugendsinfonieorchester, das seit 2007 als Jugendsinfonieorchester der Tonhalle Düsseldorf spielt.
Er leitete auch das Radiosinfonieorchester des WDR sowie im Rahmen des Dirigentenforums das Sinfonieorchester des MDR. Mit dem Jugendsinfonieorchester der Tonhalle Düsseldorf trat er zudem zweimalig in der ARD-Sendung „Die Deutschen Meister“, moderiert von Kai Pflaume in Erscheinung. Im Opernbereich dirigierte von Marschall u. a. die Uraufführung der Oper „Mein lieber blauer Reiter“ von Reinhard David Flender sowie die Produktion „Jud Süß“ von Oskar Gottlieb Blarr in Düsseldorf, Köln, Münster, Wuppertal und Essen. Außerdem erfolgte unter seiner Leitung die Uraufführung von „Neue Menschen“ des Komponisten Peter Michael Braun in Wuppertal, Düsseldorf und Solingen.
Von Marschall arbeitete mit Solisten wie Sharon Kam, Kay Stiefermann, Alexandra von der Weth, Christoph Ullrich oder Caroline Weichert zusammen. Im Jahr 2002 wurde er mit dem Europäischen Kulturpreis Pro Europa für junge Dirigenten ausgezeichnet.
2020 kandidierte er in seiner Heimatgemeinde Buchenbach als Bürgermeister. Er unterlag dabei seinem Gegenkandidaten Ralf Kaiser.

## Familie
Von Marschall stammt aus dem Adelsgeschlecht Marschall von Bieberstein. Zu seinen Vorfahren zählt u. a. der frühe Staatssekretär im Auswärtigen Amt und Botschafter in Konstantinopel, Adolf Marschall von Bieberstein. Ernst von Marschall ist der älteste Sohn des Juristen Wolfgang Freiherr Marschall von Bieberstein und dessen Frau Christa, geb. von Wendorff. Zu seinen vier Geschwistern zählt der Journalist Christoph von Marschall.